# Кольцо (украшение)
Кольцо́ (от древнерусск. «коло» — круг) или коле́чко — предмет (изделие) из металла или другого материала в форме обода, круга, с пустым пространством внутри линии круга.
Кольцо (колечко) надевают на пальцы руки (перстень) в качестве украшения или символа брака (солитер). Солитер (от фр. le solitaire — «одинокий», «уединённый») — крупный камень, бриллиант, на украшении выделяется среди других камней или солирует. Солитерами называют помолвочные кольца. Кольцами по общему обычаю, обмениваются жених с невестой (венчальное, обручальное кольцо). Обмен кольцами входил в свадебный ритуал древних индусов, римлян, древних германцев, англосаксов и славян. Кольцо бывает гладкое, с нанесённым рисунком, с каменьями. Перстни и печатки являются разновидностями кольца. Перстень, камень или щиток на перстне, печатальный перстень — Жу́чка или жукови́на, жикови́на (стар. и нвг.). 

## История
Точная дата происхождения кольца неизвестна, но изображения на артефактах говорят о том, что традиция ношения кольца на пальце имеет очень древнюю историю. Обычай ношения колец заимствован, кажется, из Азии. Традиционно кольцу приписываются всевозможные мистические свойства, о которых написано множество текстов, в том числе и литературных произведений. Мистика кольца в первую очередь связывается с минералом, который закреплен на нем. Первую роль кольцо играло в виде денег. За 10 веков до нашей эры кольцо использовалось как универсальная мера для расчётов. Деньги имели вид золотых (серебряных, медных, железных) колец, вес которых обозначался наложением штемпеля.
В Европе первоначально кольца имели назначение печатей и служили отличием некоторых сословий, а позднее получили роль украшений. Древние греки носили перстни или кольца также как украшения, и некоторые надевали на пальцы множество колец, обычай, заслуживающий, согласно Аристофану, порицания, от которого не были свободны даже Демосфен и Аристотель. Также греки носили чародейственные кольца, для защиты их от всякой опасности.
В старину на Руси перстни (т. е. находящиеся на перстах — пальцах), или кольца составляли необходимую принадлежность мужских и женских украшений, и их носили цари и царицы, князья и княгини, святители, бояре, боярыни, житые люди, посадники, крестьяне. В рядных записях перстни или кольца как родовое наследство занимают почётное место, на что указывают старинные духовные завещания.
Упоминание о перстнях или кольцах встречается в сказках, поверьях, песнях и обрядах народов России, например в былинах про Ставра Годиновича кольцо символизирует женский половой орган.

## Виды и типы колец
| Изображение | Название             | Описание |
| ----------- | -------------------- | --- |
|             | Перстень             | Кольцо с установленным декоративным элементом — как правило, драгоценным камнем или иным минералом. Состоят обычно из двух основных частей: шинки — декоративно оформленного ободка, и верхушки с оправой (кастом) для вставки. |
|             | Перстень-печатка     | Кольцо с резным изображением на щитке. В древности и Средневековье кольца-печатки использовались для подтверждения подлинности документа или письма. Кольцо прикладывали к сургучу или воску, чтобы сформировать узнаваемый оттиск. В Средние века на кольцах-печатках изображался, как правило, герб или личный знак владельца.                                                                                               |
|             | Епископский перстень | Символ власти епископов и аббатов в латинском обряде, а также в некоторых восточных обрядах (например, армянском), а также носится епископами Лютеранской церкви. Кольцо, носимое Папой Римским, называется Кольцом рыбака. |
|             | Обручальное кольцо   | Парные кольца, которыми обмениваются супруги, заключая брак. Известны с эпохи античности. Как правило, современные обручальные кольца представляют собой простой золотой ободок, без дополнительных элементов, хотя встречаются обручальные кольца с гравировкой или вставками. |
|             | Кольцо-часы          | Кольцо с миниатюрным циферблатом, часто закрытым специальной крышечкой, украшенной эмалью, гравировкой и т. д., чтобы по желанию носить как обычное украшение. Приобрели популярность в первой половине XX века, в эпоху ар-деко. |
|             | Кольцо-головоломка   | Кольца сложной конструкции, разбирающиеся на отдельные элементы и собирающиеся в единое целое. Появились в Европе в эпоху Позднего Средневековья, часто изготавливались парными, складывающимися воедино, и были связаны с символикой любви и верности. Разновидностью кольца-головоломки является, например, кольцо Гиммель.                                                                                                  |
|             | Кольцо настроения    | Украшения, которые, по заявлением производителей, способны изменять цвет в зависимости от настроения владельца. Появились и были на пике популярности в США в 1970-е годы, в России их возрождение пришлось на 1990-е. На самом деле, имеет в основе термочувствительный элемент, например, жидкий кристалл, изменяющий цвет в зависимости от температуры, вне зависимости от настроения владельца.                            |
|             | Кольцо непорочности  | Украшение, которое носят девушки в знак обещания хранить девственность до свадьбы или до совершеннолетия. Традиция появились в США в 1990-е годы в среде христианских общин и сохраняется до сих пор. Ношение колец целомудрия призвано оберегать подростков от раннего ведения половой жизни; данная практика неоднократно становилась предметом споров в американском обществе.                                              |
|             | Кольцо лучника       | Кольцо особой формы, защищающее большой палец правой руки при стрельбе из лука. Могут являться как элементом экипировки воина, так и предметом роскоши. Кольца лучника известны с древности и используются до сих пор в среде любителей стрельбы из лука. Наиболее характерны для культур Востока (Китай, Османская империя, Индия и др.)                                                                                      |
|             | Траурное кольцо      | Траурные кольца, носимые в знак траура по покойному, были популярны в Европе в XVIII и во второй половине XIX века. Траурные украшения не должны были быть броскими и блестящими, преимущественно использовались чёрный и белый цвета. Памятное кольцо должно было содержать какую-либо деталь, намекающую на его предназначение: инициалы или годы жизни покойного, его волосы, скорбную надпись, изображение надгробия и пр. |
|             | Христианское кольцо  | Кольцо с христианскими символами, носимое в знак принадлежности к одной из христианских церквей. Кольца с изображением рыбы (Ихтис) и, с V—VI века, креста носили христиане в поздней античности и Раннем Средневековье. В настоящее время православные носят кольца с надписью «Спаси и сохрани», причем гравировка может быть как с внешней, видимой, так и внутренней стороны ободка.                                       |

## Размеры
В мире существуют разные системы размеров колец:
- Венский размер (длина окружности в мм).
- Французский размер (длина окружности минус 40 мм).
- Диаметр, он же Российский размер (Венский размер / пи).
- Английский размер (приблизительно: 2.5 * Диаметр — 28.75, где 1=A, 2=B, 3=C, …, 26=Z).
- Американский размер (приблизительно: 1.23 * Диаметр — 14.3).
- Японский размер (приблизительно: 3 * Диаметр — 38).

| Венский размер | Французский размер | Российский размер | Английский размер | Американский размер | Японский размер |
| -------------- | ------------------ | ----------------- | ----------------- | ------------------- | --------------- |
| 40             | 0                  | 12,5              |                   | 1                   | -               |
| 40,5           | 0,5                | 12,9              |                   | 1 -                 | 1               |
| 41,5           | 1,5                | 13,4              | D                 | 2                   | 2               |
| 43             | 3                  | 13,8              | E                 | 2 -                 | 3               |
| 44,5           | 4,5                | 14,2              | F                 | 3                   | 4               |
| 45,5           | 5,5                | 14,6              | G                 | 3 -                 | 5               |
| 47             | 7                  | 15                | H                 | 4                   | 6+              |
| 48             | 8                  | 15,4              | I                 | 4 -                 | 8               |
| 49,5           | 9,5                | 15,8              | J                 | 5                   | 9               |
| 50,5           | 10,5               | 16,2              | K                 | 5 -                 | 10              |
| 52             | 12                 | 16,5              | L                 | 6                   | 11              |
| 53,5           | 13,5               | 17                | M                 | 6 -                 | 12              |
| 54,5           | 14,5               | 17,5              | N                 | 7                   | 13              |
| 56             | 16                 | 17,8              | O                 | 7 -                 | 15              |
| 56,5           | 16,5               | 18                | P                 | 8                   | 16              |
| 58,5           | 18,5               | 18,5              | Q                 | 8 -                 | 17              |
| 59,5           | 19,5               | 19                | R                 | 9                   | 18              |
| 61             | 21                 | 19,5              | S                 | 9 -                 | 18+             |
| 62,5           | 22,5               | 19,9              | T                 | 10                  | 19+             |
| 63,5           | 23,5               | 20,3              | U                 | 10 -                | 21              |
| 65             | 25                 | 20,5              | V                 | 11                  | 22              |
| 66             | 26                 | 21                | W                 | 11 -                | 23              |
| 67,5           | 27,5               | 21,5              | X                 | 12                  | 24              |
| 69             | 29                 | 22                | Y                 | 12 -                | 25              |
| 70             | 30                 | 22,5              | Z                 | 13                  | 26              |

Чтобы быстро узнать свой размер кольца, можно воспользоваться примерочными кольцами. Найти их можно в большинстве крупных ювелирных магазинов.

## В культуре
В античной литературе описывается история про утерянный и найденный перстень Поликрата (эта история повторяется в легенде о Симеоне Богоприимце), а также платоновское кольцо-невидимка Кольцо Гига.
В скандинавской мифологии существует волшебное кольцо Драупнир. Также известно в легендах кольцо Нибелунгов. Эти северные мифы повлияли на возникновение образа Кольца Всевластья у Толкина. Волшебное кольцо было также у Анджелики.
Словарь символов сообщает, что в искусстве кольцо является символом власти, и эта концепция происходит от использования кольца-печатки, что бытовало ещё в Древней Греции. Также кольцо было символом вверяемой власти — так, фараон дал перстень Иосифу Прекрасному. Отец дал кольцо блудному сыну.
Кроме того, кольцо символизирует союз, бракосочетание. В изобразительном искусстве часто встречаются сцены обручения: Девы Марии с Иосифом Обручником (получившим свое прозвание по этому обряду), Мистическое обручение святой Екатерины, а также обычные свадьбы высокопоставленных лиц. Кроме того, святой Франциск Ассизский изображается обручающимся с Госпожой Бедностью. Также существуют церемонии обручения с морем, из которых наиболее известной является венецианская.
Кольцо является важным знаком церковного отличия (тут совмещается и власть, и союз), инсигниями. Самое известное Кольцо рыбака — перстень папы римского, один из важнейших перстней в западной культуре. Он украшен вырезанным изображением святого Петра, тянущего сеть. Прочие: епископские кольца, кардинальские перстни.
Три соединенных вместе кольца (кольца Борромео) являются символом святой Троицы. Увеличенное количество — Олимпийские кольца.
Среди отдельных сохранившихся исторических колец (памятников искусства) можно упомянуть минойское кольцо из Мавро-Спелио и скифский перстень Скила. Символическими являются истории владения писательским перстнем Пушкина и актёрским кольцом Иффланда.
Из исторических эмблем стоит отметить символ, эмблему (impresa) Козимо Старшего Медичи — три соединенных вместе кольца, каждое из которых украшено алмазом. Эмблемой его сына Пьеро было алмазное кольцо в когтях сокола с девизом Semper («Всегда»). Эмблемой Лоренцо Медичи были три пера, но их могли вдобавок изображать продетыми сквозь кольцо. С этой эмблемой сродни шары Медичи.
Александр Сергеевич Пушкин носил два кольца: одно с изумрудом, другое с сердоликом, на большом пальце, как знак своей избранности.

## Галерея

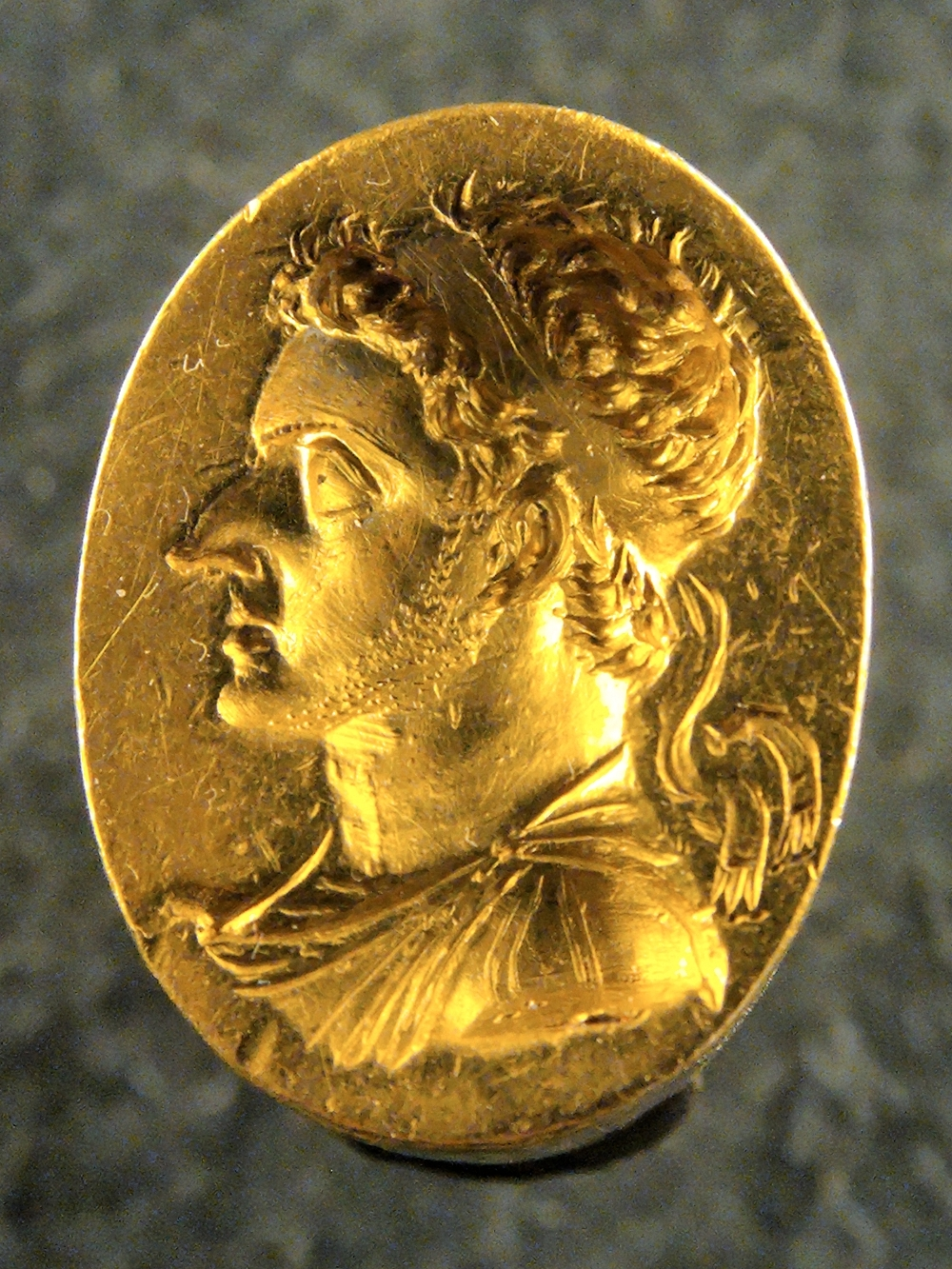
Кольцо с портретом Птолемея VI Филометора, 3–2 века до н.э.
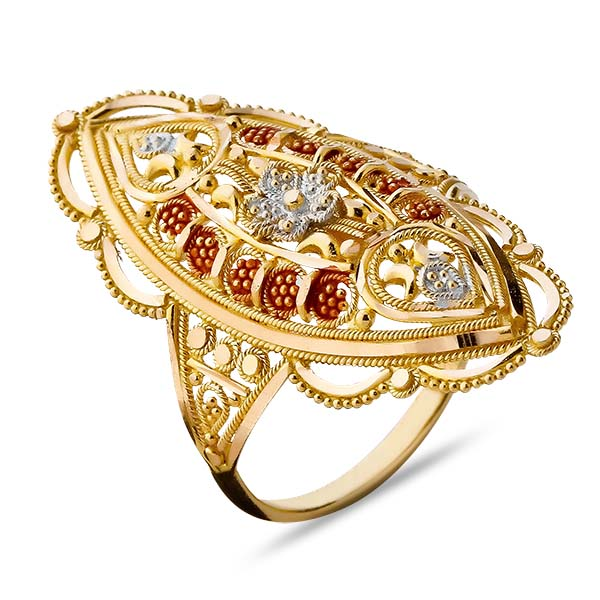
Эксклюзивное кольцо линии Alshahba
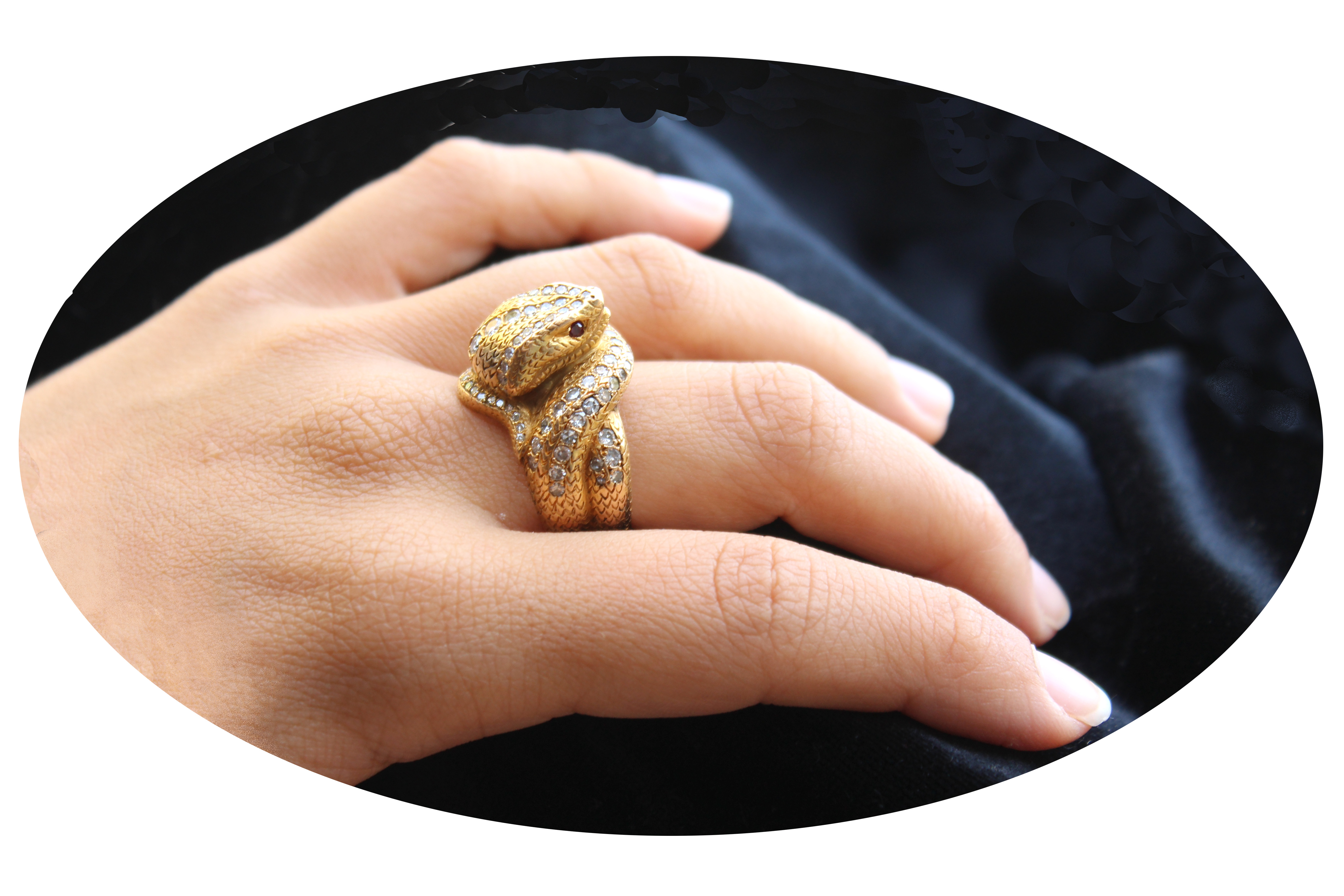
Золотое кольцо Corrado Corelli с бриллиантами и рубинами
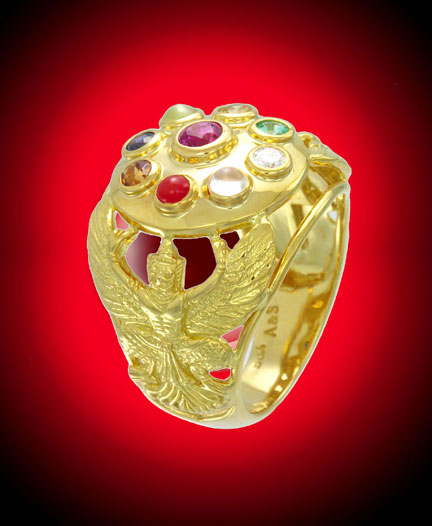
Кольцо-наваратна
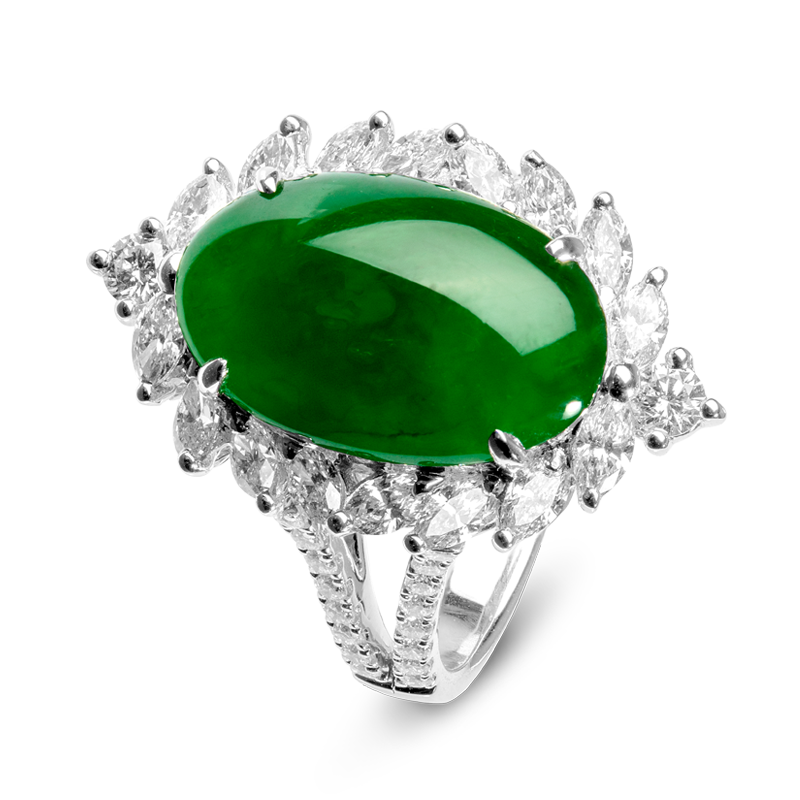
Кольцо с зелёным жадеитом и бриллиантами
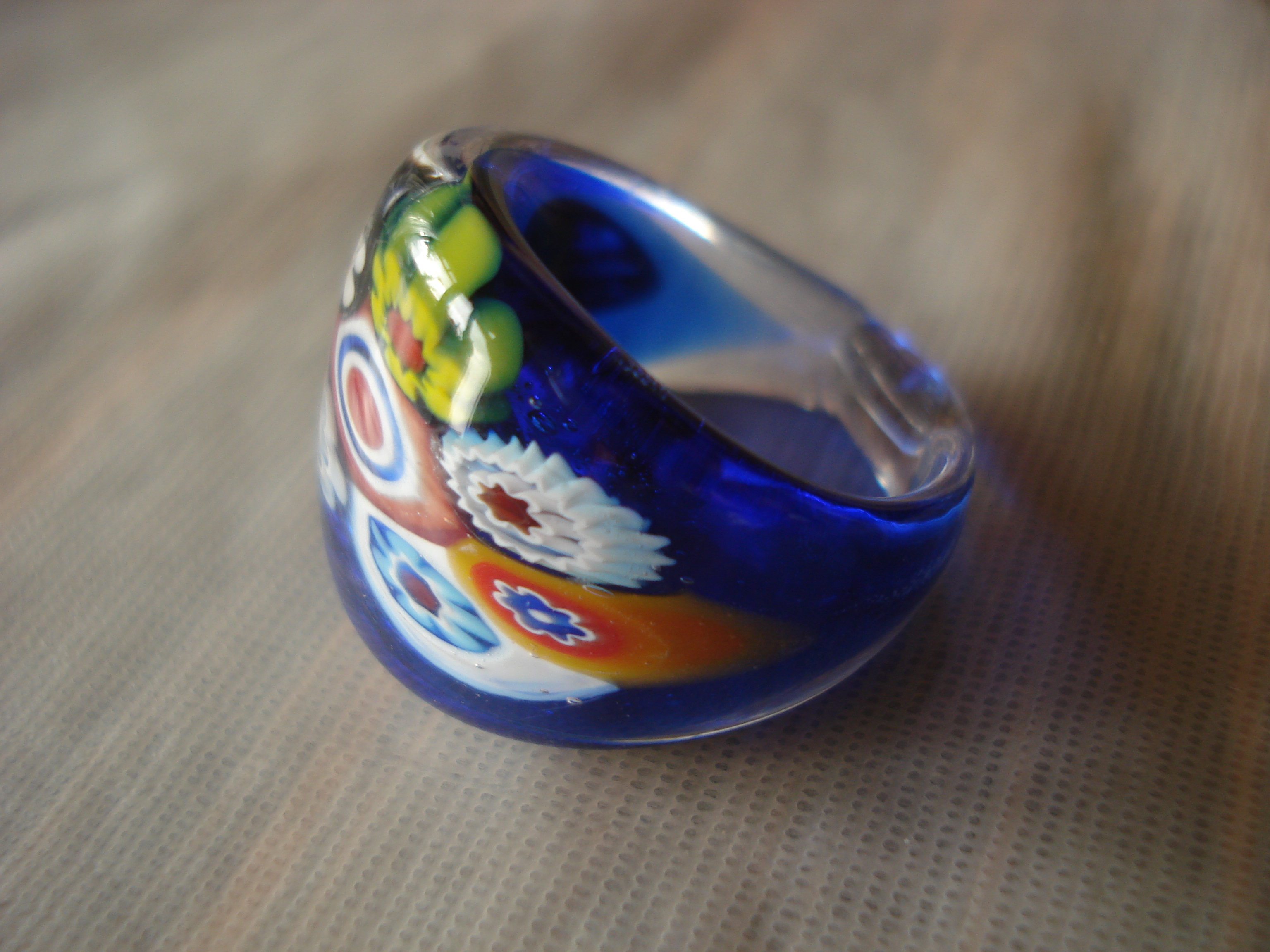
Кольцо из муранского стекла